# وزارة السياسة الزراعية والأغذية (أوكرانيا)
وزارة السياسة الزراعية والغذاء (بالأوكرانية: Міністерство аграрної політики та продовольства)‏ هي وزارة تنفيذية في حكومة أوكرانيا مسؤولة عن التنمية الزراعية في البلاد والإشراف على السياسة الزراعية الوطنية وتنفيذها بما في ذلك سياسة الزراعة والأمن الغذائي والسياسة العامة في مجالات مصايد الأسماك. تعد الوزارة واحدة من أقدم الوكالات الحكومية في أوكرانيا. في 29 أغسطس 2019 سلمت مهام الوزارة إلى وزارة التنمية الاقتصادية والتجارة والزراعة مهام الوزارة. وفي 17 ديسمبر 2020 أعيد إحياء الوزارة.

## روابط خارجية
- الموقع الرسمي لوزارة السياسة الزراعية والغذاء الأوكرانية
- المرسوم الصادر عن رئيس أوكرانيا 1085/2010 (9 ديسمبر 2010) "حول تعظيم الاستفادة من السلطات المركزية"